# Kanton Verfeil
Verfeil is een voormalig kanton van het Franse departement Haute-Garonne. Het kanton maakte deel uit van heden arrondissement Toulouse. Het werd opgeheven bij decreet van 13 februari 2014 met uitwerking op 22 maart 2015.

## Gemeenten
Het kanton Verfeil omvatte de volgende gemeenten:
- Bonrepos-Riquet
- Gauré
- Gragnague
- Lavalette
- Saint-Marcel-Paulel
- Saint-Pierre
- Verfeil (hoofdplaats)